# غابرييل بيرديغو
غابرييل بيرديغو (بالإسبانية: Gabriel Berdugo)‏ هو لاعب كرة قدم كولومبي في مركز الدفاع، ولد في 1948 في بارانكيا في كولومبيا. لعب مع أتلتيكو جونيور.

## وصلات خارجية
- غابرييل بيرديغو على موقع ناشيونال فوتبول تيمز (الإنجليزية)
- غابرييل بيرديغو على موقع عالم كرة القدم.نت (الإنجليزية)
- غابرييل بيرديغو على موقع اللجنة الأولمبية الدولية (الإنجليزية)
- غابرييل بيرديغو على موقع أوليمبيديا (الإنجليزية)